# 福建投资集团
福建省投资开发集团有限责任公司，簡稱福建省投资开发集团、福建省投资开发，以及福建投资集团（英語：Fujian Investment & Development Group Co.,Ltd.），在2009年4月27日，由福建投资开发总公司（中闽公司）、福建投资企业集团公司（华福公司）、福建能源投资有限责任公司、福建省国有资产投资控股有限责任公司、福建省华侨投资（控股）有限责任公司、福建省华兴集团有限责任公司，以及福建省铁路投资有限责任公司，組成控股公司。
業務在國內經營电力、燃气、水务、铁路、工业投资建设、开发区建设和银行、证券、保险、产业基金、信托、创业投资、担保、再担保、融资租赁、典当、小额贷款、招投标、拍卖、金融不良资产收购处置等。副董事長為彭錦光。
旗下上市公司包括閩信集團（港交所：0222）和福建南纸（上交所：600163），參股方面，則有興業證券（上交所：601377、持有8.75%股權）、興業銀行等。

## 外部連結
- fidc.com.cn （页面存档备份，存于）